# Lago Tharthar
O lago Tharthar (em árabe: بحيرة الثرثار, Buhayrat ath Tharthar) é o maior lago do Iraque e o 31.º maior do mundo. É um lago natural alimentado e ampliado artificialmente que está situado a 100 km a noroeste de Bagdá, entre os rios Tigre e Eufrates, na governação de Ambar. Drena uma grande área das Montanhas Sinjar.
Foi ampliado pela construção de várias barragens que abastecem grandes regadios. Tem uma extensão de 2710 km² e uma profundidade média entre 40 e 65 m. Calcula-se que contenha entre 35,18 km³ e 85,59 km³ de volume, mas com enormes variações segundo a estação do ano.
O lago é pobre em nutrientes e a área em redor tem escassa vegetação, salvo alguns matagais isolados e pequenos grupos de árvores do género Ziziphus. No entanto, é uma zona de grande biodiversidade, com espécies na região como o chacal-dourado, o tartaranhão-pálido, o maçarico-de-bico-direito, a osga-turca ou o lagarto Uromastyx aegyptia. Entre os peixes do lago há espécies como Aspius vorax, Barbus xanthopterus, Carassius auratus, Cyprnion kais, Cyprinus carpio, Silurus triostegus, Chondrostoma regium e Liza abu.
Esta zona adquiriu certa fama em 2005, devido ao assalto por um combinado de tropas dos Estados Unidos e do Iraque a um campo de treino rebelde perto do lago, assalto esse que ficou conhecido como Lake Tharthar Raid ("Incursão do lago Tharthar").